# Héberville
Héberville is een gemeente in het Franse departement Seine-Maritime (regio Normandië) en telt 110 inwoners (2009). De plaats maakt deel uit van het arrondissement Dieppe.

## Geografie
De oppervlakte van Héberville bedraagt 4,0 km², de bevolkingsdichtheid is dus 27,5 inwoners per km².
De onderstaande kaart toont de ligging van Héberville met de belangrijkste infrastructuur en aangrenzende gemeenten.

## Demografie
Onderstaande figuur toont het verloop van het inwonertal (bron: INSEE-tellingen).